# قرار مجلس الأمن التابع للأمم المتحدة رقم 268
قرار مجلس الأمن التابع للأمم المتحدة رقم 268، المعتمد في 28 يوليو 1969، بعد سماع أقوال الأطراف المعنية، انتقد المجلس بشدة البرتغال على الهجمات على كاتيت في شرق زامبيا. ودعا المجلس البرتغال إلى الكف عن انتهاك السلامة الإقليمية لزامبيا بشن وتنفيذ غارات غير مبررة عليها. وطالب المجلس الجيش البرتغالي بإعادة جميع المدنيين المختطفين وجميع الممتلكات التي تم الاستيلاء عليها معلنا أنه إذا لم تلتزم البرتغال، فسوف يجتمع للنظر في اتخاذ مزيد من التدابير.
اعتمد القرار بأغلبية 11 صوتاً، بينما امتنعت فرنسا وإسبانيا والمملكة المتحدة والولايات المتحدة.